# روس كيس
روس كيس (بالإنجليزية: Ross Case)‏ مواليد 1 نوفمبر 1951 في توومبا، هو لاعب كرة مضرب أسترالي سابق بدأ مسيرته كمحترف سنة 1969 وكان يلعب باليد اليمنى، اعتزل اللعب في 1983. كما أنه أحد أبطال الجراند سلام. أعلى تصنيف له في الفردي كان المركز الـ 14 في سنة 1976.

## بطولات حققها
- بطولة ويمبلدون
- بطولة أستراليا المفتوحة للتنس

## روابط خارجية
- روس كيس على موقع رابطة محترفي التنس (الإنجليزية)
- روس كيس على موقع الاتحاد الدولي لكرة المضرب (الإنجليزية)
- روس كيس على موقع كأس ديفيز (الإنجليزية)
- روس كيس على موقع اتحاد التنس الأسترالي (الإنجليزية)
- روس كيس على موقع خلاصة التنس.كوم (الإنجليزية)